# Programme des domaines agricoles communautaires
Le Programme des domaines agricoles communautaires (PRODAC) est un programme lancé par le gouvernement sénégalais.

## Principe
Ce programme, lancé par le gouvernement sénégalais, vise à promouvoir l'agriculture durable et à augmenter la sécurité alimentaire en encourageant l'emploi des jeunes dans le secteur agricole.

## Historique

### Pape Malick Ndour
Sous la direction de Pape Malick Ndour, le PRODAC met en en avant plusieurs initiatives significatives destinées à transformer les pratiques agricoles et à renforcer les infrastructures rurales,,. Le programme vie la mise en œuvre de stratégies visant à améliorer la productivité agricole par l'introduction de technologies modernes et de méthodes de culture intensives,,,.
Avec l'appui financier de la Banque islamique de développement (BID) à hauteur de 52 milliards de FCFA, le programme a lancé la construction de quatre nouveaux Domaines agricoles communautaires (DAC) dans les régions de Dodji, Niomboto, Fafacourou et Boulel. Ces initiatives sont destinées à stimuler l'emploi rural et à promouvoir le développement durable.

#### Projets phares et impact sur le développement régional
- Louga / DAC de Dodji : Situé à Dodji, ce DAC est le second projet agricole de la région de Louga et occupe 2000 hectares. Ce projet vise à créer environ 5250 emplois, répondant ainsi aux défis d'emploi des jeunes de la région[3],[8].

- Fatick / DAC du Niombato : Ce DAC couvre 1000 hectares et devrait générer 8.252 emplois pour un investissement de plus de 11 milliards de FCFA. Sa mise en service est prévue pour la fin de l'année 2022, en réponse aux problèmes d'émigration des jeunes vers l'Europe[8].

- Kaffrine / DAC de Boulel : S'étendant sur 2000 hectares, ce domaine est prévu pour être opérationnel fin 2022 et devrait soutenir 8848 emplois. Il témoigne de l'engagement des communautés locales envers le développement agricole[8].

##### Enjeux futurs et stratégie de développement
La renaissance du PRODAC met en lumière les efforts du gouvernement sénégalais pour contrer l'exode rural et créer des opportunités économiques dans les régions rurales,. Les défis à venir incluent la nécessité d'une gestion transparente et une collaboration efficace entre les autorités gouvernementales et les communautés. Un audit organisationnel a été réalisé pour optimiser les ressources du programme, reflétant un engagement envers l'amélioration continue et la durabilité du PRODAC.
En outre, Ndour a favorisé une approche participative, en impliquant activement les communautés locales dans la planification et la gestion des projets. Cette méthode a non seulement renforcé l'acceptation du programme, mais a également contribué à l'autonomisation économique des jeunes et des familles rurales.

## Critiques
Cependant, le PRODAC et Pape Malick Ndour ont aussi était sujets à des critiques, notamment concernant la gestion des fonds et la transparence des opérations. En réponse, Ndour a mis en place des mesures pour augmenter la transparence et améliorer le suivi des résultats du programme, affirmant l'engagement du gouvernement à assurer l'efficacité et l'intégrité du PRODAC. Il a passé le témoin à Djimo Souaré.

### Élection présidentielle de 2024 et libération
Outre l'affaire relative au viol présumé contre Adji Sarr, la campagne présidentielle est aussi rythmée par une autre affaire judiciaire qui concerne l'accusation portée par Ousmane Sonko à l'encontre de Mame Mbaye Niang, ministre du Tourisme : en novembre 2022, Sonko l'accuse d'être nommé dans un rapport de l'Inspection générale d'État pour des malversations dans le Prodac (Programme des domaines agricoles communautaires). Le ministre dépose une plainte pour diffamation, injure publique, faux et usage de faux,.